# Oxytate ribes
Oxytate ribes es una especie de araña cangrejo del género Oxytate, familia Thomisidae. Fue descrita científicamente por Jezequel en 1964.

## Distribución
Esta especie se encuentra en Costa de Marfil.

## Tratamiento taxonómico
La especie aparece registrada y publicada en Araignées de la savane de Singrobo (Côte d’Ivoire). III. – Thomisidae. Bulletin de l’Institut Fondamental d’Afrique Noire (A) 26(4): 1103–1143.